# Guntershausen bei Berg
Guntershausen bei Berg (toponimo tedesco; fino al 1995 Guntershausen bei Birwinken) è una frazione di 170 abitanti del comune svizzero di Berg, nel Canton Turgovia (distretto di Weinfelden).

## Storia

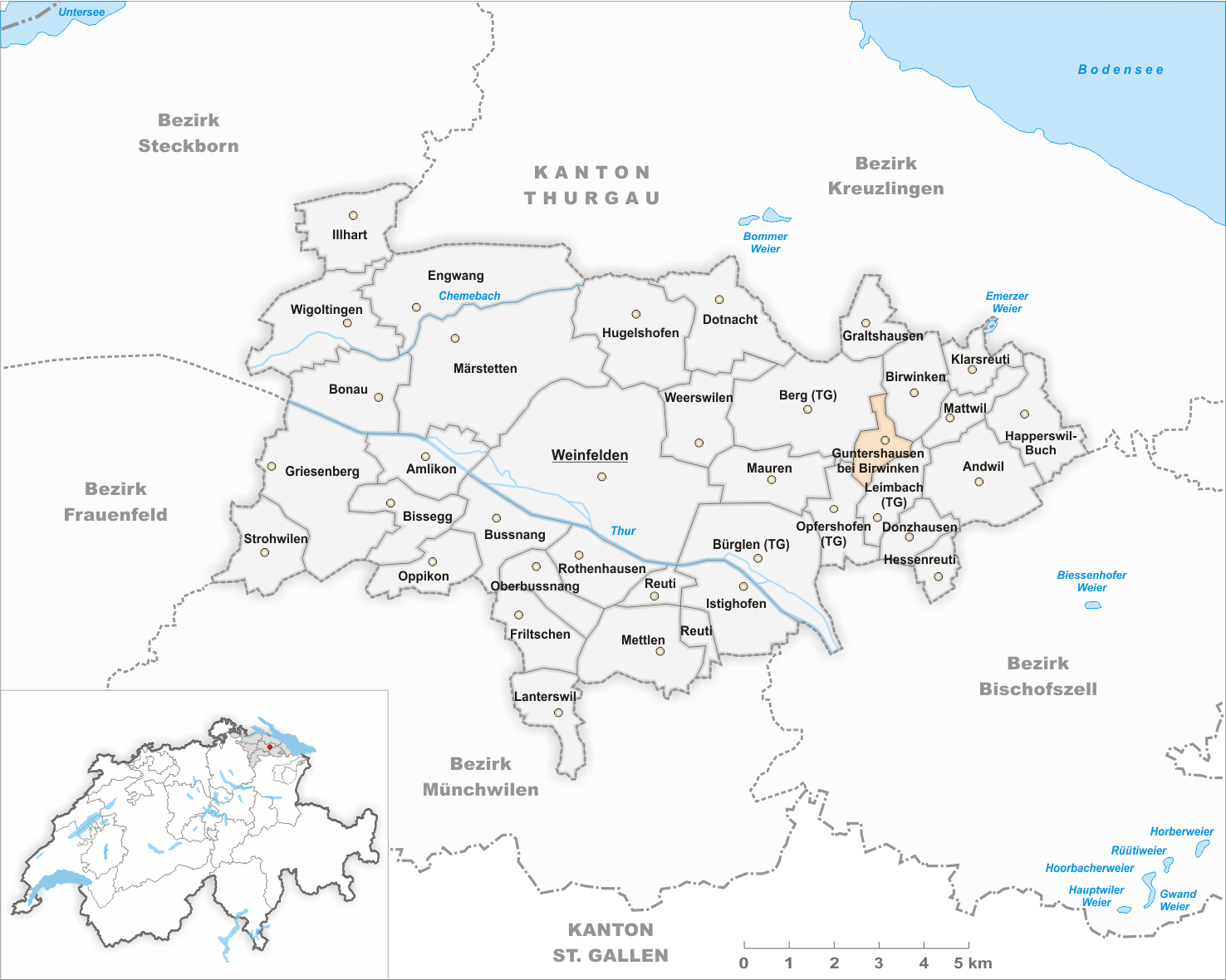
Il territorio del comune di Guntershausen prima degli accorpamenti comunali del 1995

Già comune autonomo (Ortsgemeinde), nel 1995 è stato aggregato al comune di Berg assieme agli altri comuni soppressi di Graltshausen e Mauren.

## Società

### Evoluzione demografica
L'evoluzione demografica è riportata nella seguente tabella:
Abitanti censiti

## Amministrazione
Ogni famiglia originaria del luogo fa parte del cosiddetto comune patriziale e ha la responsabilità della manutenzione di ogni bene ricadente all'interno dei confini della frazione.